# 피렌체 다이아몬드

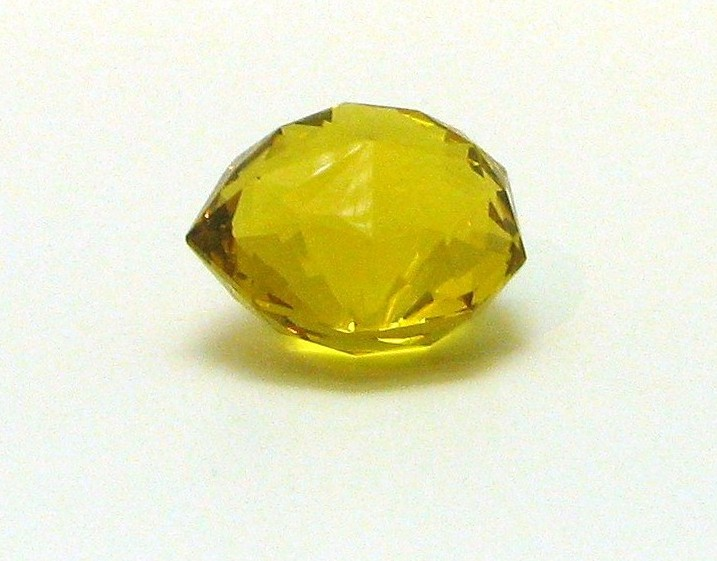
피렌체 다이아몬드의 복제품

피렌체 다이아몬드는 유럽 4대 다이아몬드 중 하나였으나 블루 호프 다이아몬드와 함께 저주의 다이아몬드로 알려졌고 현재는 행방을 알 수 없다.

## 역사
- 2000년 전에 인도에서 최초로 발견됨
- 16세기 인도 바자야 나가르에서 포르투갈 군대에 빼앗김
- 19세기 이탈리아 북부 토스카나 대공에게 넘어감
- 15년 후 다시 오스트리아로 돌아와 오스트리아 황제의 왕관에 장식됨
- 오스트리아 황후 마리아 테레지아의 소유되어 이때부터 피렌체 다이아몬드라 불림
- 마리아 테레지아의 딸 마리 앙투아네트의 혼수품으로 프랑스에 넘어갔으나 마리 앙투아네트는 1792년 프랑스 대혁명으로 단두대에서 처형됨
- 17년 뒤인 1809년 나폴레옹의 부인 마리 루이즈의 소유가 되었으나 나폴레옹은 세인트헬레나섬으로 귀양가 사망함
- 토스카나 대공의 다이아몬드라는 이름이 생김
- 오스트리아 황후 엘리자베스의 목걸이에 장식되었으나 1898년 스위스 제네바에서 살해됨
- 1922년 오스트리아 제국이 멸망하게 되고, 다이아몬드도 함께 사라짐.